# Hargoretno
Hargoretno is een bestuurslaag in het regentschap Tuban van de provincie Oost-Java, Indonesië. Hargoretno telt 2741 inwoners (volkstelling 2010).